# ARA Santiago del Estero (S-22)
El ARA Santiago del Estero (S-22) o USS Chivo (SS-341) fue un submarino que sirvió en la Armada de los Estados Unidos (1945-1971) y en la Armada de la República Argentina (1971-1981).

## Construcción y características
El USS Chivo fue construido por la Electric Boat Co., que inició los trabajos el 21 de febrero de 1944 y realizó la botadura el 14 de enero de 1945. Finalmente, entró en servicio en la Armada de los Estados Unidos el 28 de abril del mismo año.
Desplazaba 1870 toneladas en superficie y 2450 t sumergido. Era propulsado por tres motores diésel —de 4800 shp de potencia— en conjunto con dos motores eléctricos de 5400 shp.

## Servicio en los Estados Unidos

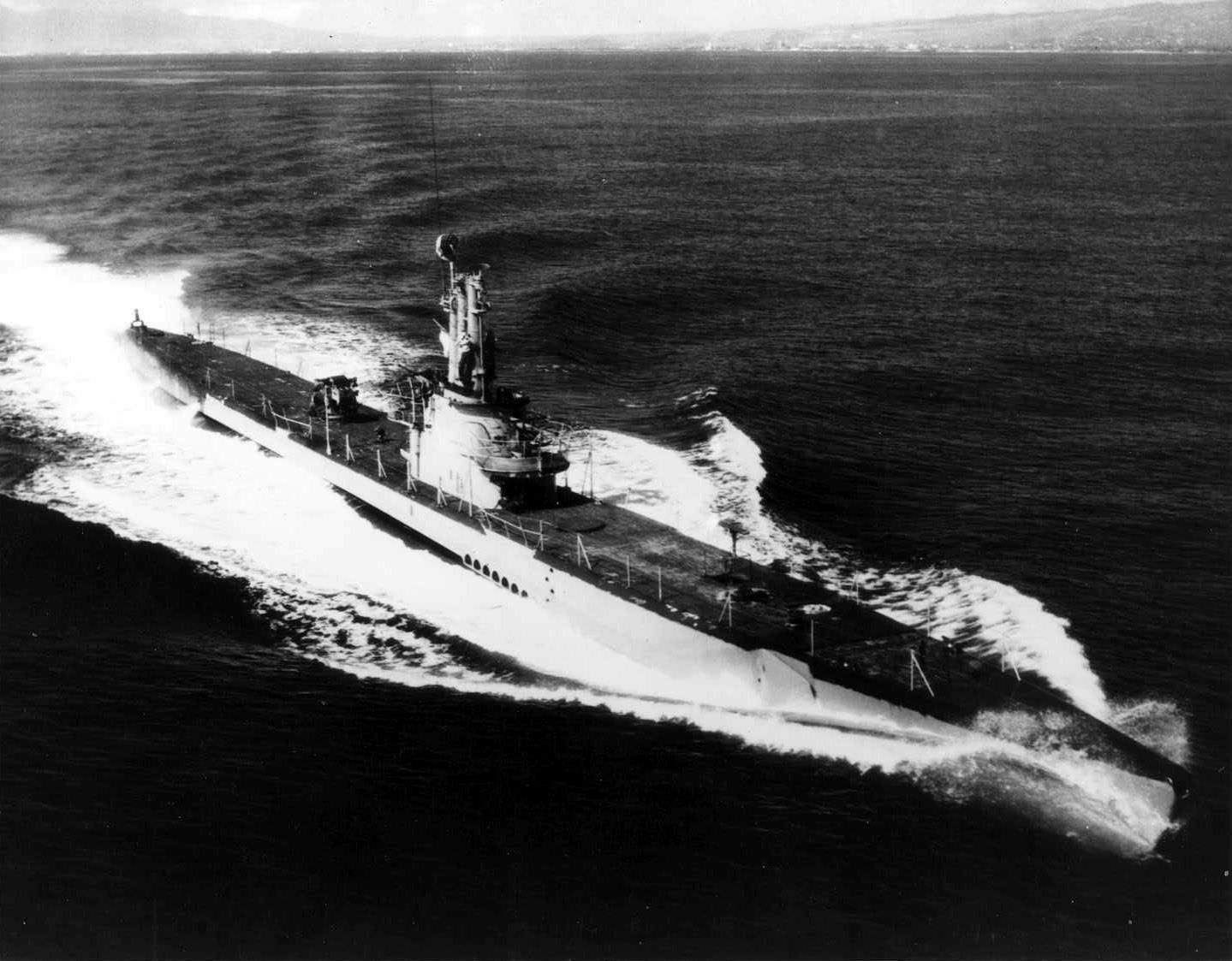
El USS Chivo en marcha en la costa de Hawái en los años 1940, antes de la reforma GUPPY.

El submarino fue botado al agua el 14 de enero de 1945 por Electric Boat Company en Groton, Connecticut. Su madrina fue Raymond E. Baldwin, esposa del gobernador de Connecticut. El buque fue asignado el 28 de abril y su primer comandante fue el capitán de corbeta W. B. Crutcher.
El submarino sirvió en la Armada de los Estados Unidos con el nombre de USS Chivo (SS-341). Este nombre proviene del pez «chivo» —pseudupeneus grandisquamis— que habita en el océano Pacífico entre México y Panamá.
El Chivo partió de la Base Naval de Submarinos New London el 7 de junio de 1945 para entrenarse y ejercitarse en Key West. Después se dirigió a Pearl Harbor. Mientras el submarino se preparaba para su primera patrulla de guerra, las hostilidades finalizaron. Entonces el Chivo quedó en Pearl Harbor operando ocasionalmente con la Flota del Pacífico. En octubre de 1945 el Chivo se va a los Estados Unidos y recala en la Base Naval San Diego para operaciones locales que continuaron hasta enero de 1946. Para entonces el submarino navegó en el Pacífico en un viaje de rutina. Regresó a San Diego en mayo para ejercitarse durante 15 meses.
En agosto de 1947 el Chivo inició un simulacro de patrulla de guerra recalando en Fiyi, Guam y Japón. El buque continuó sus actividades en la Costa Oeste hasta mediados de 1949. En ese año fue transferido a la Flota Atlántica. El 4 de julio arribó a Key West, su nuevo apostadero. El submarino continuó sus prácticas y servicios a otras naves en ejercicios interoperativos. El 30 de octubre de 1950 en New London el submarino fue sometido a una modernización denominada GUPPY IA.
En 1951, fue objeto de la modificación GUPPY IA. El modernizado Chivo regresó al servicio en la Flota Atlántica en julio de 1951. Tuvo base en Kew West hasta 1959. Luego pasó a Charleston. Participó además en ejercicios de la Sexta Flota en el mar Mediterráneo en 1952 y visitó las costas de Colombia en 1953, Quebec en 1959 y Sudáfrica en 1960.

## Servicio en la Argentina
La Armada de la República Argentina recibió al submarino el 1 de julio de 1971 en Charleston. Se renombró al buque con el nombre «ARA Santiago del Estero (S-22)». Así zarpó el 13 de agosto para reunirse con el ARA Santa Fe en Trinidad con fin de viajar juntos a la Base Naval Mar del Plata.
El Santiago del Estero ingresó a la Fuerza de Submarinos para participar en entrenamientos numerosos.
El submarino sufrió un choque con el destructor ARA Almirante Domecq García el 9 de octubre de 1972.
Argentina y Chile entraron en tensión en 1978 por un desacuerdo sobre la soberanía de las islas Picton, Nueva y Lennox. El 22 de diciembre Argentina inició la Operación Soberanía para invadir el archipiélago. La Armada cumpliendo órdenes de la Junta Militar envió una fuerza de tareas poderosa al sur. Finalmente el papa Juan Pablo II calmó a los beligerantes evitando la guerra.
El Santiago del Estero se dirigió a la zona del conflicto para patrullar la isla Caroline. El buque fotografió al submarino chileno Simpson. Tras el fin de las hostilidades regresó a Mar del Plata.
En 1981 se utilizó el domo sonar del submarino para reemplazar al del submarino Santa Fe. Este había golpeado el suyo contra un banco de arena. Por tal motivo el submarino Santiago del Estero pasó a reserva previo retiro. Finalmente en 1983 Fabricaciones Militares lo adquirió y lo desguazó en Ingeniero White.
El Santiago del Estero se encontraba con tripulación reducida a principios de abril de 1982. La Armada lo removió de la Base Naval Mar del Plata mediante remolcadores para confundir a la inteligencia británica induciendo a que el viejo submarino había sido desplegado al teatro de operaciones.

## Comandantes
El buque, a lo largo de su carrera operativa en la Armada Argentina, ha tenido a los siguientes Comandantes:
| Desde                   | Hasta                   | Grado              | Nombre                |
| ----------------------- | ----------------------- | ------------------ | --------------------- |
| 1 de julio de 1971      | 29 de enero de 1973     | Capitán de Fragata | Juan Carlos Malugani  |
| 29 de enero de 1973     | 21 de diciembre de 1973 | Capitán de Fragata | Raúl Alberto Marino   |
| 21 de diciembre de 1973 | 21 de enero de 1975     | Capitán de Fragata | Guillermo Montenegro  |
| 21 de enero de 1975     | 26 de noviembre de 1976 | Capitán de Fragata | Antonio J. Mozzarelli |
| 26 de noviembre de 1976 | 12 de enero de 1978     | Capitán de Fragata | Oscar Jorge Calandra  |
| 12 de enero de 1978     | 5 de febrero de 1979    | Capitán de Fragata | Carlos María Sala     |
| 5 de febrero de 1979    | 11 de julio de 1980     | Capitán de Corbeta | Miguel Carlos Rela    |
| 11 de julio de 1980     | 10 de marzo de 1981     | Capitán de Corbeta | Daniel Geraci         |
| 10 de marzo de 1981     | 22 de noviembre de 1983 | Capitán de Corbeta | Héctor Mario Pérez    |